# Драйден (тауншип, Миннесота)
Драйден (англ. Dryden) — тауншип в округе Сибли, Миннесота, США. На 2000 год его население составило 280 человек.

## География
По данным Бюро переписи населения США площадь тауншипа составляет 89,6 км², из которых 85,2 км² занимает суша, а 4,4 км² — вода (4,86 %).

## Демография
По данным переписи населения 2000 года здесь находились 280 человек, 107 домохозяйств и 86 семей.  Плотность населения —  3,3 чел./км².  На территории тауншипа расположено 109 построек со средней плотностью 1,3 построек на один квадратный километр. Расовый состав населения: 98,57 % белых, 1,43 % — других рас США. Испанцы или латиноамериканцы любой расы составляли 1,43 % от популяции тауншипа.
Из 107 домохозяйств в 30,8 % воспитывались дети до 18 лет, в 72,9 % проживали супружеские пары, в 3,7 % проживали незамужние женщины и в 19,6 % домохозяйств проживали несемейные люди. 16,8 % домохозяйств состояли из одного человека, при том 11,2 % из — одиноких пожилых людей старше 65 лет. Средний размер домохозяйства — 2,62, а семьи — 2,95 человека.
24,6 % населения — младше 18 лет, 6,8 % — в возрасте от 18 до 24 лет, 27,5 % — от 25 до 44, 22,9 % — от 45 до 64, и 18,2 % — старше 65 лет. Средний возраст — 40 лет. На каждые 100 женщин приходилось 102,9 мужчин.  На каждые 100 женщин старше 18 приходилось 102,9 мужчин.
Средний годовой доход домохозяйства составлял 43 750 долларов, а средний годовой доход семьи —  47 000 долларов. Средний доход мужчин —  22 188  долларов, в то время как у женщин — 19 063. Доход на душу населения составил 17 527 долларов. За чертой бедности находились 9,2 % семей и 11,8 % всего населения тауншипа, из которых 15,2 % младше 18 и 6,6 % старше 65 лет.